# The Dirty Mac
The Dirty Mac fue un supergrupo británico de rock que contaba con la participación de John Lennon (The Beatles), Eric Clapton (Cream), Keith Richards (The Rolling Stones) y Mitch Mitchell (The Jimi Hendrix Experience). 
Lennon había reunido a todos estos músicos para su participación en el especial de cine The Rolling Stones Rock and Roll Circus. Grabado el 11 de diciembre de 1968, ésta era la primera vez que Lennon toca en público sin los otros Beatles desde la formación de la banda a principios de los años 60. 
Dirty Mac grabó una versión de "Yer Blues" y posteriormente un registro con Yōko Ono y el violinista Ivry Gitlis de una canción llamada "Whole Lotta Yoko" (que básicamente era una improvisación de blues con los gritos de Yoko de fondo). A Lennon se le ocurrió el nombre por un juego de palabras con el grupo Fleetwood Mac, que en ese entonces se llamaba "Peter Green's Fleetwood Mac" y era una banda muy popular de blues en Inglaterra. Cuando se le preguntó a Lennon qué tipo de amplificador de guitarra deseaba utilizar para la actuación su respuesta fue: "Uno que funcione".
En 1996, el álbum The Rolling Stones Rock and Roll Circus había sido publicado, junto con el video de la película. La versión en DVD apareció en 2004.

## Miembros
- John Lennon (como "Winston Leg-Thigh") - vocalista, guitarra rítmica (de The Beatles)
- Eric Clapton - guitarra solista (de Cream)
- Keith Richards - bajo (de The Rolling Stones)
- Mitch Mitchell - batería (de The Jimi Hendrix Experience)